# بيرتن دي وايل
بيرتن دي وايل (بالفرنسية: Bert De Waele)‏ (و. 1975  م) هو راكب دراجة هوائية بلجيكي.

## سباقات أو مراحل فاز بها
| التاريخ        | السباق                              | المركز                      |
| -------------- | ----------------------------------- | --------------------------- |
| 01 يناير 2001  | طواف دوبس 2001                      |                             |
| 28 أبريل 2002  | طواف فونديه 2002                    | السابع في التصنيف العام     |
| 25 يوليو 2002  | 2002 Grote Prijs Beeckman-De Caluwé |                             |
| 06 يوليو 2003  | طواف دوبس 2003                      | الفائز في التصنيف العام     |
| 21 مارس 2004   | شوليه باي دي لوار 2004              | الفائز في التصنيف العام     |
| 23 يونيو 2004  | بروكسل-إنجويجم 2004                 |                             |
| 04 يوليو 2004  | طواف دوبس 2004                      | الثالث في التصنيف العام     |
| 30 يوليو 2004  | طواف الوني 2004                     | الثاني في التصنيف العام     |
| 30 سبتمبر 2004 | 2004 Omloop van het Houtland        | الفائز في التصنيف العام     |
| 26 فبراير 2005 | اوملوب هيت فولك 2005                | الخامس في التصنيف العام     |
| 03 أبريل 2005  | طواف فلاندرز 2005                   | المرتبة 19 في التصنيف العام |
| 07 أبريل 2005  | 2005 Grand Prix Pino Cerami         |                             |
| 29 أغسطس 2006  | شال سيلس 2006                       |                             |
| 01 يناير 2007  | 2007 Grote Prijs Marcel Kint        |                             |
| 12 أبريل 2007  | 2007 Grand Prix Pino Cerami         |                             |
| 19 سبتمبر 2007 | جي بي دي والوني 2007                | الفائز في التصنيف العام     |
| 01 يناير 2009  | دريفينكويرز أوفيريجز 2009           |                             |
| 12 مايو 2012   | 2012 Trofee Maarten Wynants         |                             |

## روابط خارجية
- بيرتن دي وايل على موقع الاتحاد الدولي للدراجات (الإنجليزية)
- بيرتن دي وايل على موقع أرشيف الدراجات (الإنجليزية)
- بيرتن دي وايل على موقع إحصائيات الدراجات الإحترافية (الإنجليزية)
- بيرتن دي وايل على موقع نسبة الدراجات (الإنجليزية)
- بيرتن دي وايل على موقع CycleBase (الإنجليزية)